# Madison Pettis
Madison Pettis (Arlington, 22 de julho de 1998) é uma cantora, atriz e dubladora norte-americana, mais conhecida por ter interpretado Sophie Martinez em "Cory na Casa Branca" (Cory in the House) e fez o filme The Game Plan (Treinando o papai, no Brasil) juntamente com Dwayne Johnson.

## Biografia
Ela é descendente de africanos, irlandeses, franceses e italianos.

## Filmografia
| Cinema | Cinema                                       | Cinema          | Cinema               |
| ------ | -------------------------------------------- | --------------- | -------------------- |
| Ano    | Título                                       | Papel           | Notas                |
| 2005   | Barney: Can You Sing That Song?              | Bridget         |                      |
| 2006   | Barney & Friends: The Barney Boogie          | Bridget         |                      |
| 2007   | The Game Plan                                | Peyton Kelly    |                      |
| 2008   | Mostly Ghostly: Who Let the Ghosts Out?      | Tara Roland     | Diretamente em vídeo |
| 2008   | Seven Pounds                                 | Filha da Connie |                      |
| 2008   | Free Style                                   | Bailey Bryant   |                      |
| 2010   | The Search For Santa Paws                    | Willamina       | Diretamente em vídeo |
| 2011   | Beverly Hills Chihuahua 2                    | Lala            | Diretamente em vídeo |
| 2012   | Beverly Hills Chihuahua 3: Viva la Fiesta!   | Lala            | Diretamente em vídeo |
| 2014   | Mostly Ghostly: Have You Met My Ghoulfriend? | Tara Roland     | Diretamente em vídeo |
| 2015   | Do You Believe?                              | Maggie          |                      |
| 2020   | American Pie Presents: Girls' Rules          | Annie           | [ 1 ]                |
| 2021   | He's All That                                | Alden           |                      |

| Televisão  | Televisão                           | Televisão              | Televisão |
| ---------- | ----------------------------------- | ---------------------- | --- |
| Ano        | Título                              | Papel                  | Notas |
| 2006       | Jericho                             | Stacy Clemons          | "Pilot" (1ª temporada: episódio 1) |
| 2006       | Barney & Friends                    | Bridget                | "Pets and Vets" (10ª temporada: episódio 9) "Playing Games and Fun with Reading" (10ª temporada: episódio 12)                                      |
| 2007-2008  | Cory in the House                   | Sophie Martinez        | Protagonista; série original do Disney Channel |
| 2007       | Hannah Montana                      | Sophie Martinez        | "Take This Job and Love It" (2ª temporada: episódio 8)                                                                                             |
| 2007       | The 4400                            | Isabelle Tyler (jovem) | "Daddy's Little Girl" (4ª temporada: episódio 9)                                                                                                   |
| 2009       | Agente Especial Oso                 | Katie / Tara           | "The Living Flashlight/Sand Castle Royale" (1ª temporada: episódio 17) "Tie Another Day/You Only Start PreSchool Once" (1ª temporada: episódio 19) |
| 2007–2015  | Phineas and Ferb                    | Adyson Sweetwater      | Dublagem; série original do Disney Channel |
| 2009       | Are You Smarter Than a 5th Grader?  | Ela mesma              | Papel secundário; 18 episódios |
| 2011–2016  | Jake e os Piratas da Terra do Nunca | Izzy                   | Dublagem; série original do Disney Junior |
| 2011       | R.L. Stine's The Haunting Hour      | Julie                  | "The Black Mask" (1ª temporada: episódio 13) |
| 2011-2013  | Life with Boys                      | Allie Brookes          | Elenco principal |
| 2012       | Lab Rats                            | Janelle                | 4 episódios |
| 2016- 2019 | A Guarda do Leão                    | Zuri (Voz)             | Papel recorrente |
| 2016       | Late Bloomer                        | Frankie                | Filme televisivo |
| 2016       | The Real O'Neals                    | Chloe Perrente         | Episódio: "The Real Match" |
| 2017       | Law & Order: Special Victims Unit   | Stacey Vanhoven        | Episódio: "No Good Reason" |
| 2018–2019  | Five Points                         | Tosh Bennett           | Papel principal |